# Kedungringin (Muncar)
Kedungringin is een bestuurslaag in het regentschap Banyuwangi van de provincie Oost-Java, Indonesië. Kedungringin telt 10.579 inwoners (volkstelling 2010).